# Каталог (файлова система)
У комп'ютерній термінології катало́г, директо́рія (англ. directory) чи те́ка, па́пка (англ. folder) — елемент файлової системи, призначений для організації ієрархії файлової системи обчислювального пристрою шляхом групування файлів та інших каталогів. Зазвичай, у файловій системі можуть міститись тисячі файлів, і каталоги допомагають структуризувати, упорядковувати файли за певними ознаками. Каталог, що знаходиться всередині іншого каталогу (міститься в ньому) називається підкаталогом. Разом каталоги (обчислювальних пристроїв) створюють ієрархію, чи структуру у вигляді дерева.
Історично склалося, що навіть у найновіших вбудованих пристроях файлові системи або не підтримують реалізацію каталогів загалом, або дозволяють лише однорівневу структуру каталогів, тобто без підкаталогів, реалізовуючи лише групу каталогів високого рівня, що містять файли. Першою повністю ієрархічною файловою системою була файлова система UNIX. Такий тип файлових систем досліджував свого часу Денніс Рітчі.

## Тека
Назва тека є аналогією до офісних тек з документами. Вона широко використовується в деяких операційних системах (наприклад, Mac OS та Microsoft Windows).
Власне кажучи, існує різниця в поняттях каталог і тека: каталог — це елемент файлової системи, що визначає список назв файлів, позаяк тека є метаформою контейнера в графічному інтерфейсі. Наприклад, Microsoft Windows використовує концепцію спеціальних тек для представлення користувачу елементів файлової системи без занурення в абсолютні шляхи каталогів тощо.
Для посилання на контейнер для документів більш прийнятним є термін «тека». Але якщо йдеться про механізм, що відслідковує файли документів, «каталог» буде найкращим вибором.